# Коменешть (Арад)
Коменешть, Коменешті (рум. Comănești) — село у повіті Арад в Румунії. Входить до складу комуни Хешмаш.
Село розташоване на відстані 391 км на північний захід від Бухареста, 67 км на північний схід від Арада, 122 км на захід від Клуж-Напоки, 104 км на північний схід від Тімішоари.

## Населення
За даними перепису населення 2002 року у селі проживали 128 осіб, усі — румуни. Усі жителі села рідною мовою назвали румунську.